# Kedah

Kedah elhelyezkedése Malajzia térképén

Kedah zászlaja

Kedah Malajzia egyik állama, a Maláj-félsziget északnyugati részén. 
Területe 9427 km², lakossága közel 1,9 millió fő, népsűrűsége 200 fő/km² volt 2010-ben.
Székhelye Alor Setar. A legnagyobb városok: Alor Setar, Sungai Petani és Kulim. 
Kedah-ot az ország rizses táljának is nevezik, mivel Malajzia rizsszükségletének kb. 40%-át adja.

## Demográfia
A lakosság nagy része maláj, jelentős a malajziai kínaiak és indiaiak száma is.
Vallásilag: 77% muszlim, 14% buddhista, 6,7% hindu, a maradék egyéb. 

## Fordítás
- Ez a szócikk részben vagy egészben  a   Kedah című angol Wikipédia-szócikk fordításán alapul.  Az eredeti cikk szerkesztőit annak laptörténete sorolja fel. Ez a jelzés csupán a megfogalmazás eredetét és a szerzői jogokat jelzi, nem szolgál a cikkben szereplő információk forrásmegjelöléseként.